# Courtry
Cet article possède un paronyme, voir Courtrai.
Pour les articles homonymes, voir Courtry (homonymie).
Courtry est une commune française située dans le département de Seine-et-Marne en région Île-de-France.

## Géographie

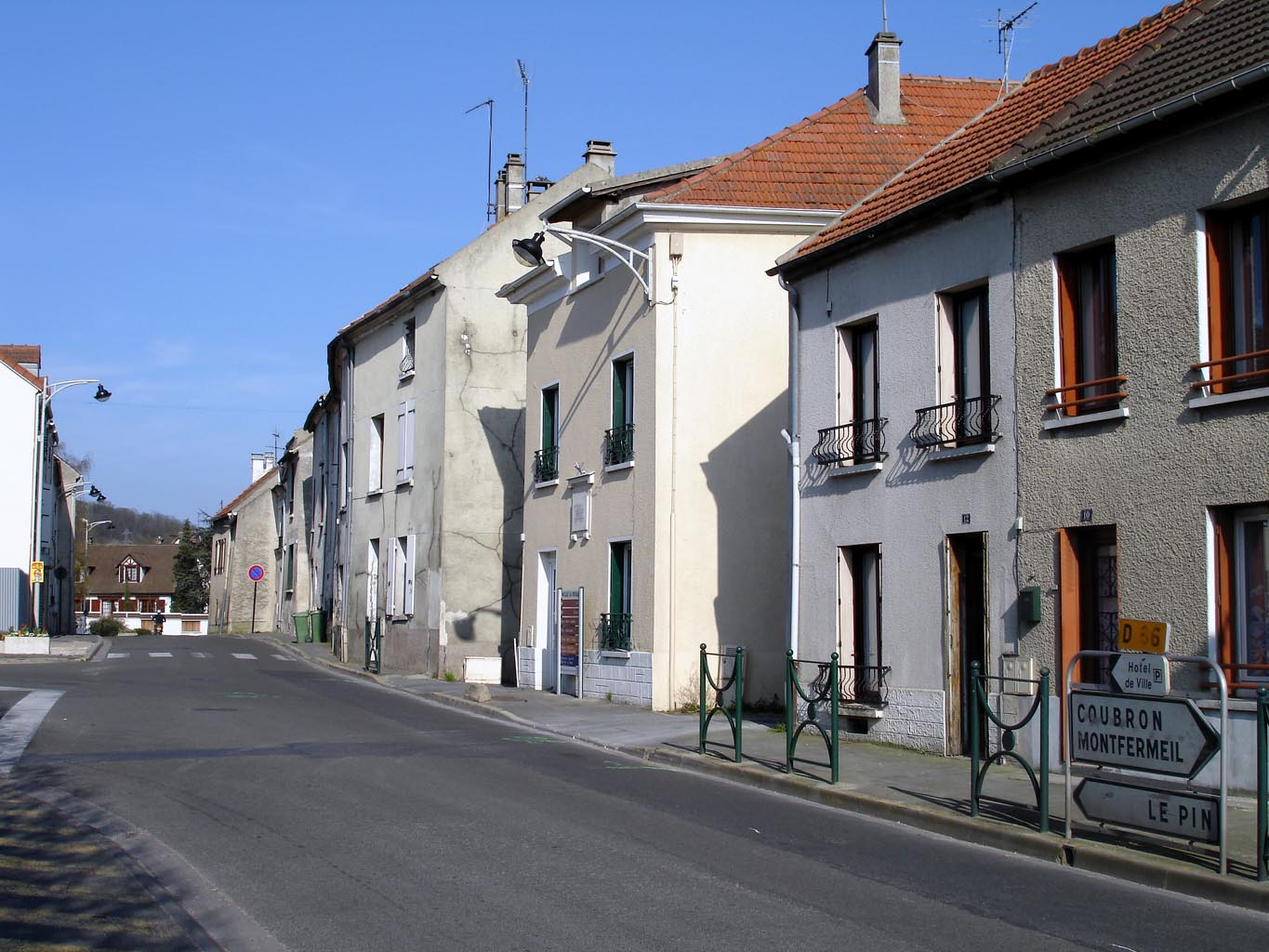
La rue du Général-Leclerc.

### Localisation
Courtry est située à une vingtaine de kilomètres de Paris-Notre-Dame, point zéro des routes de France, et au nord de Chelles dont elle est limitrophe.

### Communes limitrophes
| Vaujours (Seine-Saint-Denis)                  | Villeparisis | Villeparisis |
| Coubron (Seine-Saint-Denis)                   | Courtry      | Le Pin       |
| Montfermeil (Seine-Saint-Denis) (quadripoint) | Chelles      | Chelles      |

### Géologie et relief
La superficie de la commune est de 416 hectares ; son altitude varie entre 53 et 130 mètres.
La commune est classée en zone de sismicité 1, correspondant à une sismicité très faible.

### Hydrographie
Le système hydrographique de la commune se compose d'un cours d'eau référencé : le ru de Chantereine, long de 7,38 km, à la limite sud de la commune, appelé aussi le « ruisseau de Chelles », affluent de la Marne.
Par ailleurs, son territoire est également traversé par l'aqueduc de la Dhuis.
La longueur linéaire globale des cours d'eau sur la commune est de 2,84 km.

### Climat
Pour des articles plus généraux, voir Climat de l'Île-de-France et Climat de Seine-et-Marne.
En 2010, le climat de la commune est de type climat océanique dégradé des plaines du Centre et du Nord, selon une étude du CNRS s'appuyant sur une série de données couvrant la période 1971-2000. En 2020, Météo-France publie une typologie des climats de la France métropolitaine dans laquelle la commune est exposée à un climat océanique altéré et est dans la région climatique Sud-ouest du bassin Parisien, caractérisée par une faible pluviométrie, notamment au printemps (120 à 150 mm) et un hiver froid (3,5 °C).
Pour la période 1971-2000, la température annuelle moyenne est de 11,3 °C, avec une amplitude thermique annuelle de 15,1 °C. Le cumul annuel moyen de précipitations est de 702 mm, avec 10,8 jours de précipitations en janvier et 7,8 jours en juillet. Pour la période 1991-2020, la température moyenne annuelle observée sur la station météorologique la plus proche, située sur la commune de Torcy à 8 km à vol d'oiseau, est de 12,1 °C et le cumul annuel moyen de précipitations est de 716,4 mm,. Pour l'avenir, les paramètres climatiques de la commune estimés pour 2050 selon différents scénarios d'émission de gaz à effet de serre sont consultables sur un site dédié publié par Météo-France en novembre 2022.

### Milieux naturels et biodiversité
L’inventaire des zones naturelles d'intérêt écologique, faunistique et floristique (ZNIEFF) a pour objectif de réaliser une couverture des zones les plus intéressantes sur le plan écologique, essentiellement dans la perspective d’améliorer la connaissance du patrimoine naturel national et de fournir aux différents décideurs un outil d’aide à la prise en compte de l’environnement dans l’aménagement du territoire.
Le territoire communal de Courtry comprend une ZNIEFF de type 1,,, 
les « Massif de l'Aulnoye et carrières de Vaujours et Livry-Gargan » (585,39 ha), couvrant 6 communes dont 1 en Seine-et-Marne et 5 dans la Seine-Saint-Denis
, et un ZNIEFF de type 2,, 
les « Massif de l'Aulnoye, Parc de Sevran et la Fosse Maussoin » (792,05 ha), couvrant 10 communes dont 1 en Seine-et-Marne et 9 dans la Seine-Saint-Denis.

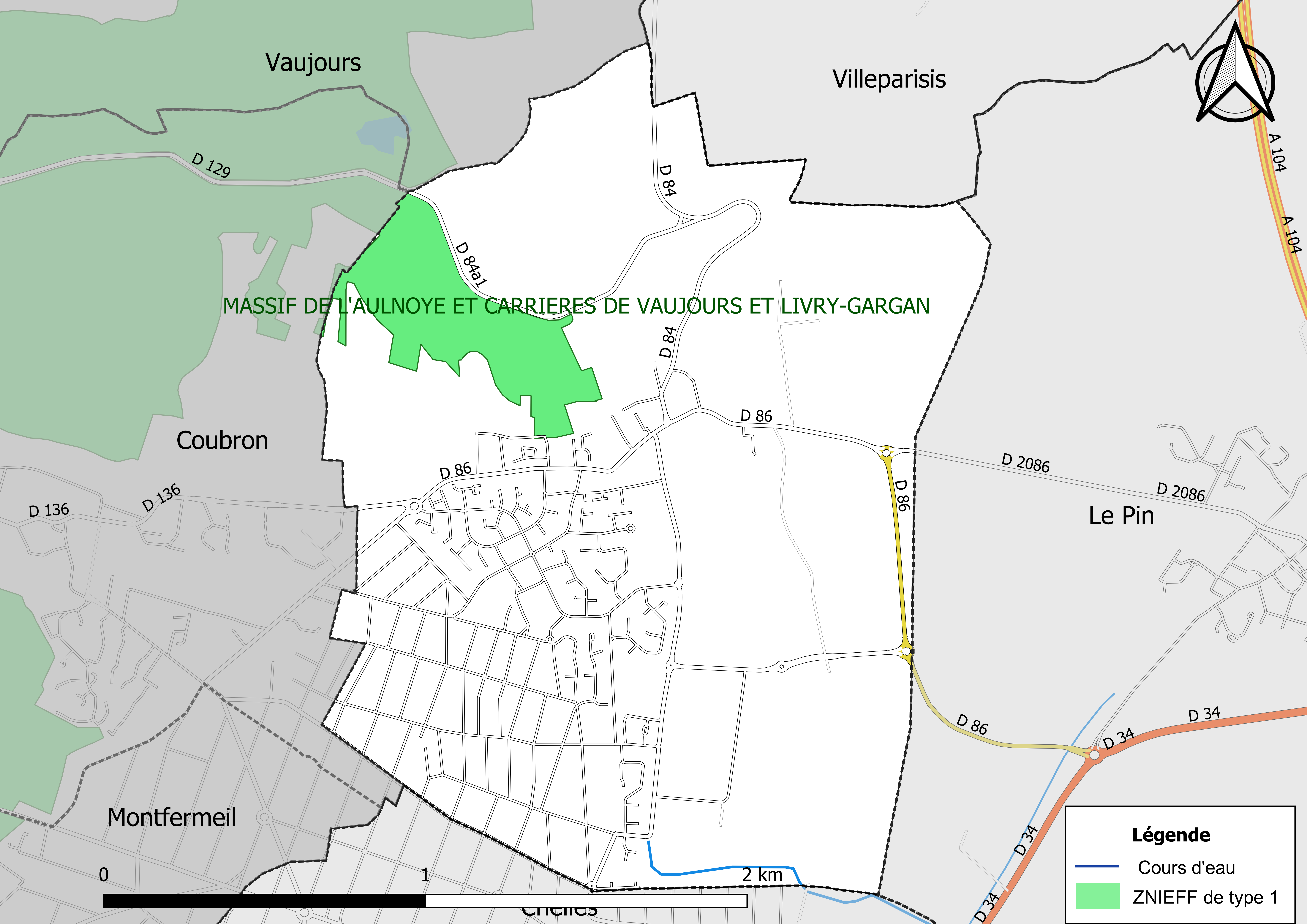
Carte des ZNIEFF de type 1 de la commune.
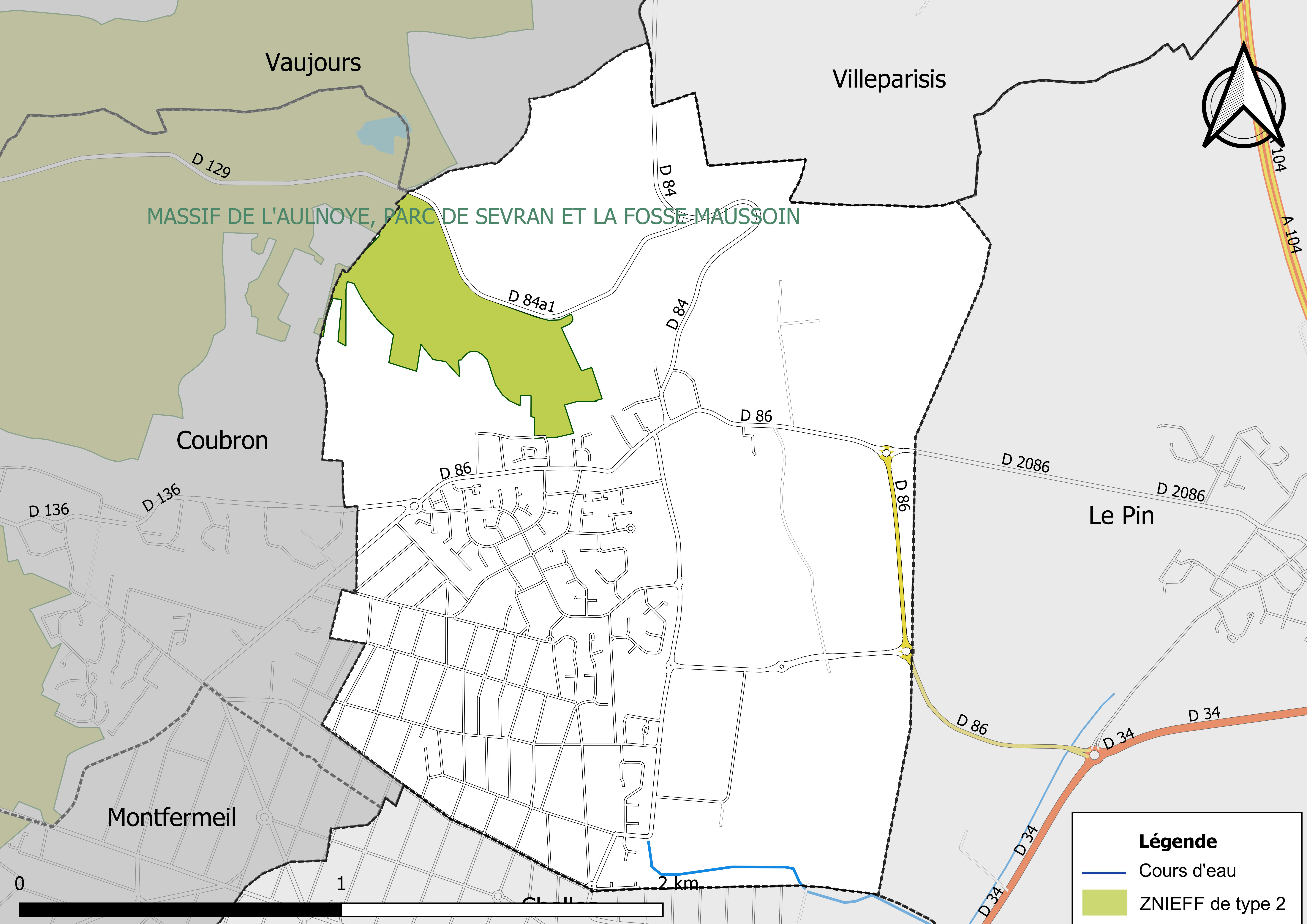
Carte des ZNIEFF de type 2 de la commune.

### Voies de communication et transports

#### Transports en commun
- Réseau de bus Apolo 7

#### Voies routières
- N3 : Direction Meaux ou Direction Paris
  - sortie D84 : Villeparisis-Centre, Vaujours-Z.I., Courtry, Commissariat à l'énergie atomique (CEA)
  - D84 : Direction Courtry
- A104 : Direction Roissy Charles de Gaulle :
  - sortie no 8 Villevaudé : D404 : Meaux, Villevaudé, Île de loisirs de Jablines (demi-échangeur)
  - sortie D 86 : Montjay-la-Tour, Villevaudé, Le Pin, Pomponne
  - D 86 : Direction Le Pin
  - D 86 : Direction Courtry
- A104 : Direction Marne-la-Vallée :
  - sortie no 7 Villevaudé : Chelles, Thorigny-sur-Marne, Le Pin (demi-échangeur)
  - D 34 : Direction Courtry
- Montfermeil
  - Coubron, D 86 jusqu'à Courtry
- Chelles
  - voies communales jusqu'à Courtry

## Urbanisme

### Typologie
Au 1er janvier 2024, Courtry est catégorisée grand centre urbain, selon la nouvelle grille communale de densité à sept niveaux définie par l'Insee en 2022.
Elle appartient à l'unité urbaine de Paris, une agglomération inter-départementale regroupant 407  communes, dont elle est une commune de la banlieue,,. Par ailleurs la commune fait partie de l'aire d'attraction de Paris, dont elle est une commune du pôle principal,. Cette aire regroupe 1 929 communes,.

### Occupation des sols
En 2018, le territoire de la commune se répartit en 40 % de zones urbanisées, 21,5 % de zones agricoles hétérogènes, 15,6 % de forêts, 14,6 % de terres arables, 6,4 % de zones industrielles commercialisées et réseaux de communication, 2 % d’espaces verts artificialisés non agricoles, < 0,5 % de milieux à végétation arbusive et/ou herbacée et < 0,5 % de mines, décharges et chantiers,.

### Lieux-dits et écarts
La commune compte 44 lieux-dits administratifs répertoriés consultables ici dont les Coudreaux.

### Logement
En 2013, le nombre total de logements dans la commune était de 2 288 (dont 89,6 % de maisons et 9,8 % d’appartements).
Parmi ces logements, 96,7 % étaient des résidences principales, 0,5 % des résidences secondaires et 2,8 % des logements vacants.
La part des ménages propriétaires de leur résidence principale s’élevait à 85,8 %.

## Toponymie
Formes anciennes : Curtiriacum en 1201, Ecclésia de Cortery vers 1205, Corteri au XIIIe siècle, Courtery en 1466, Courteri en 1467, Courtery en France vers 1540, Courtry en France, puis Courthery en 1549, Courtery près Monjay en 1642.

## Histoire
- Seigneurie de Pierre d'Orgemont, chancelier de Charles V
- Seigneurie des Angennes
- Seigneurie des barons de Monjouy vers 1580
- Seigneurie des Mérigot de Sainte-Fère du XVIIe siècle à la Révolution française

## Politique et administration
Courtry est associée aux communes de Chelles, Vaires-sur-Marne et Brou-sur-Chantereine au sein de la communauté d'agglomération de Marne et Chantereine, fondée en 2005 comme communauté de communes, et transformée en communauté d'agglomération en 2009.
Courtry fait partie du canton de Villeparisis dans l'arrondissement de Torcy depuis les élections départementales de 2015 (précédemment dans le canton de Claye-Souilly).

### Tendances politiques et résultats

#### Élections nationales
- Élection présidentielle de 2017[24] : 40,91 % pour Emmanuel Macron (REM), 24,28 % pour Marine Le Pen (FN), 74,06 % de participation.

### Liste des maires
| Période                                  | Période                    | Identité               | Étiquette | Qualité |
| ---------------------------------------- | -------------------------- | ---------------------- | --------- | --- |
| Les données manquantes sont à compléter. |                            |                        |           | |
| 1855                                     | 1862                       | François-Joseph Moreau |           | Premier médecin accoucheur, propriétaire |
| Les données manquantes sont à compléter. |                            |                        |           | |
| 1938                                     | 1962                       | Aimé Fluttaz           |           | |
| 1962                                     | 1968                       | Raymond Bourdereau     |           | |
| 1968                                     | mars 1983                  | Louis Osteng           | DVD       | |
| mars 1983                                | 1983                       | Jean-Jacques Rabourdin |           | |
| 1983                                     | juin 1995                  | Guy Raccah             | DVD       | |
| juin 1995                                | septembre 2004             | Michèle Godon          | PS        | Démissionnaire pour raisons personnelles |
| octobre 2004                             | mars 2014                  | Jean-Luc Pilard        | PS        | Enseignant, ancien premier adjoint |
| mars 2014                                | En cours (au 23 mars 2022) | Xavier Vanderbise      | UMP-LR    | Directeur d'exploitation Conseiller départemental de Villeparisis (2015 → ) 4e vice-président du conseil départemental de Seine-et-Marne (2015 → ) 5e vice-président de la CA Paris - Vallée de la Marne Réélu pour le mandat 2020-2026 |

### Politique environnementale
La politique environnementale est fortement affectée par la présence du fort de Vaujours et du site de stockage de déchets dangereux géré par Sita France Déchets (Suez Environnement).

#### Déchèterie SITA
La déchèterie SITA de Villeparisis, située à cheval sur les communes de Courtry et Villeparisis depuis 1977, est une Installation de Stockage de Déchets Dangereux (ISDD) gérée par Suez Minerals permettant l'enfouissement, chaque année, de près de 180 000 tonnes de déchets dangereux. Elle est classée Seveso, une directive européenne visant à identifier les sites présentant des risques d'accidents majeurs afin d'y maintenir un niveau élevé de sécurité.
En novembre 2017, la municipalité de Villeparisis a modifié le plan local d'urbanisme afin de prolonger la durée d'exploitation de la déchèterie jusqu'en 2026. Les associations de riverains se sont mobilisées à l'occasion de différentes manifestations contre cette modification du PLU. À Courtry, le conseil municipal a voté à l'unanimité contre la mise en conformité en attendant le Plan régional de prévention et de gestion de déchets (Predec) de 2019.

#### Fort de Vaujours
Le fort de Vaujours est un site de 45 hectares, comprenant un ancien fort militaire, des centaines de bâtiments et d’importantes galeries et installations techniques en sous-sol. Il est situé à cheval sur les départements de Seine-et-Marne (77) à Courtry et de Seine-Saint-Denis (93) à Vaujours, soit à environ 15 kilomètres de Paris.
Édifié entre 1874 et 1876, le fort a servi de centre de recherches du Commissariat à l’énergie atomique (CEA) de 1955 à 1997. En 2010, la société Placoplatre (filiale du groupe Saint-Gobain) rachète à l’État environ 30 hectares de la friche industrielle, correspondant à la batterie nord et au fort central pour en faire une carrière de gypse à ciel ouvert, avec les contraintes liées à la pollution du site.

### Jumelages
- Pallíni (Grèce) depuis 1993.

## Population et société

### Démographie
L'évolution du nombre d'habitants est connue à travers les recensements de la population effectués dans la commune depuis 1793. Pour les communes de moins de 10 000 habitants, une enquête de recensement portant sur toute la population est réalisée tous les cinq ans, les populations de référence des années intermédiaires étant quant à elles estimées par interpolation ou extrapolation. Pour la commune, le premier recensement exhaustif entrant dans le cadre du nouveau dispositif a été réalisé en 2007.

En 2022, la commune comptait 7 107 habitants, en évolution de +8,01 % par rapport à 2016 (Seine-et-Marne : +3,92 %, France hors Mayotte : +2,11 %).
| 1793 | 1800 | 1806 | 1821 | 1831 | 1836 | 1841 | 1846 | 1851 |
| ---- | ---- | ---- | ---- | ---- | ---- | ---- | ---- | ---- |
| 300  | 325  | 332  | 321  | 326  | 353  | 347  | 331  | 329  |

| 1856 | 1861 | 1866 | 1872 | 1876 | 1881 | 1886 | 1891 | 1896 |
| ---- | ---- | ---- | ---- | ---- | ---- | ---- | ---- | ---- |
| 325  | 345  | 341  | 296  | 470  | 431  | 451  | 419  | 415  |

| 1901 | 1906 | 1911 | 1921 | 1926 | 1931 | 1936 | 1946 | 1954  |
| ---- | ---- | ---- | ---- | ---- | ---- | ---- | ---- | ----- |
| 362  | 350  | 365  | 343  | 487  | 606  | 650  | 552  | 1 033 |

| 1962  | 1968  | 1975  | 1982  | 1990  | 1999  | 2006  | 2007  | 2012  |
| ----- | ----- | ----- | ----- | ----- | ----- | ----- | ----- | ----- |
| 1 808 | 2 489 | 3 249 | 4 215 | 5 503 | 6 036 | 5 983 | 5 989 | 6 403 |

| 2017  | 2022  | - | - | - | - | - | - | - |
| ----- | ----- | - | - | - | - | - | - | - |
| 6 492 | 7 107 | - | - | - | - | - | - | - |

### Enseignement
La commune administre deux écoles maternelles (Michel-Lefèvre, Georges-Brassens) et trois écoles élémentaires (Michel-Lefèvre, Georges-Brassens, Jacques-Brel) communales.
Le département gère un collège : le collège Maria-Callas, qui accueille également les élèves des communes de Villevaudé, Montjay-la-Tour et Le Pin.
La région ne possède ni lycée d'enseignement général ni lycée professionnel à Courtry.

### Sports

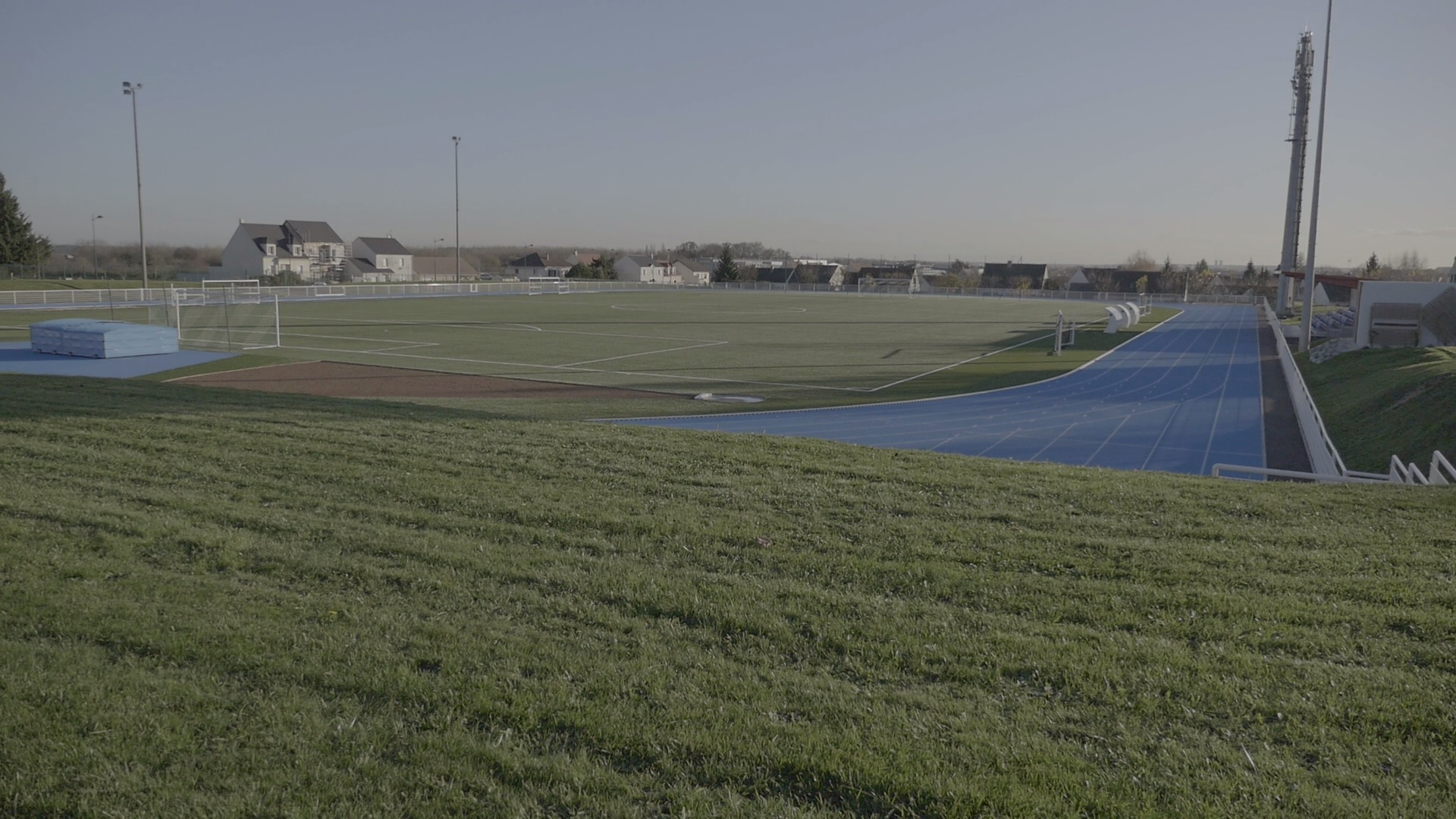
Stade Pierre-Graff.

- Football : à Courtry, il existe un club de foot, proposant des sections : U9, U11, U13, U15, U17, U19, Seniors, Vétérans et Super Vétérans. Un stade en pelouse synthétique a été créé en 2015.
- Il existe un club de tennis, comportant 4 terrains, dont 1 couvert.

## Économie

### Revenus de la population et fiscalité
Le nombre de ménages fiscaux en 2013 était de 2 215 et la médiane du revenu disponible par unité de consommation de 25 128 €.

### Emploi
En 2014, le nombre total d'emplois au lieu de travail était de 856.
Le taux d'activité de la population âgée de 15 à 64 ans s'élevait à 75,1 % contre un taux de chômage de 8,7 %.

### Entreprises et commerces
En 2015, le nombre d’établissements actifs était de 471 dont 4 dans l’agriculture-sylviculture-pêche, 27 dans l'industrie, 107 dans la construction, 287 dans le commerce-transports-services divers et 46 étaient relatifs au secteur administratif.
Cette même année, 44 entreprises ont été créées, dont 30 par des auto-entrepreneurs.

## Culture locale et patrimoine

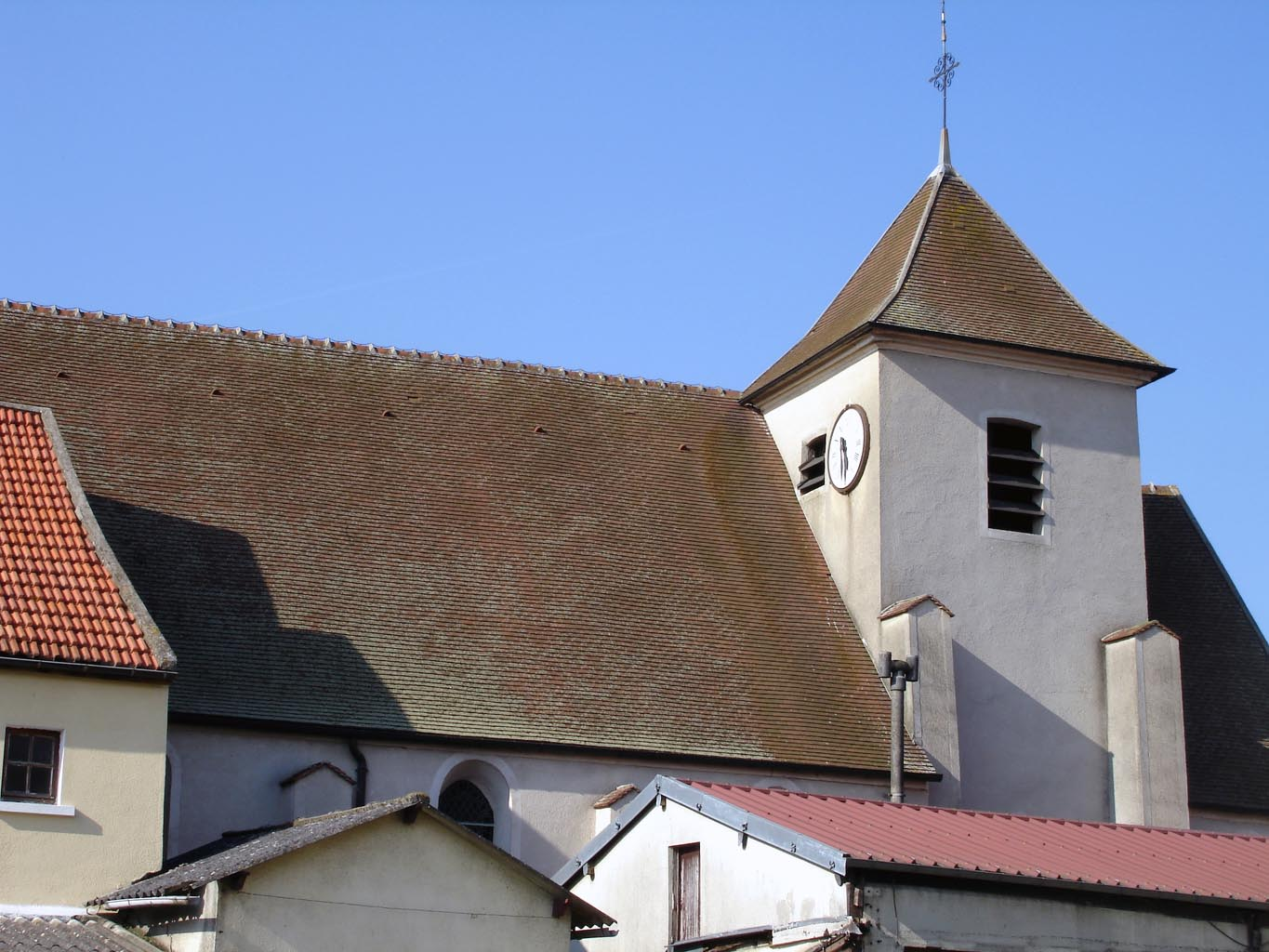
L'église Saint-Médard.

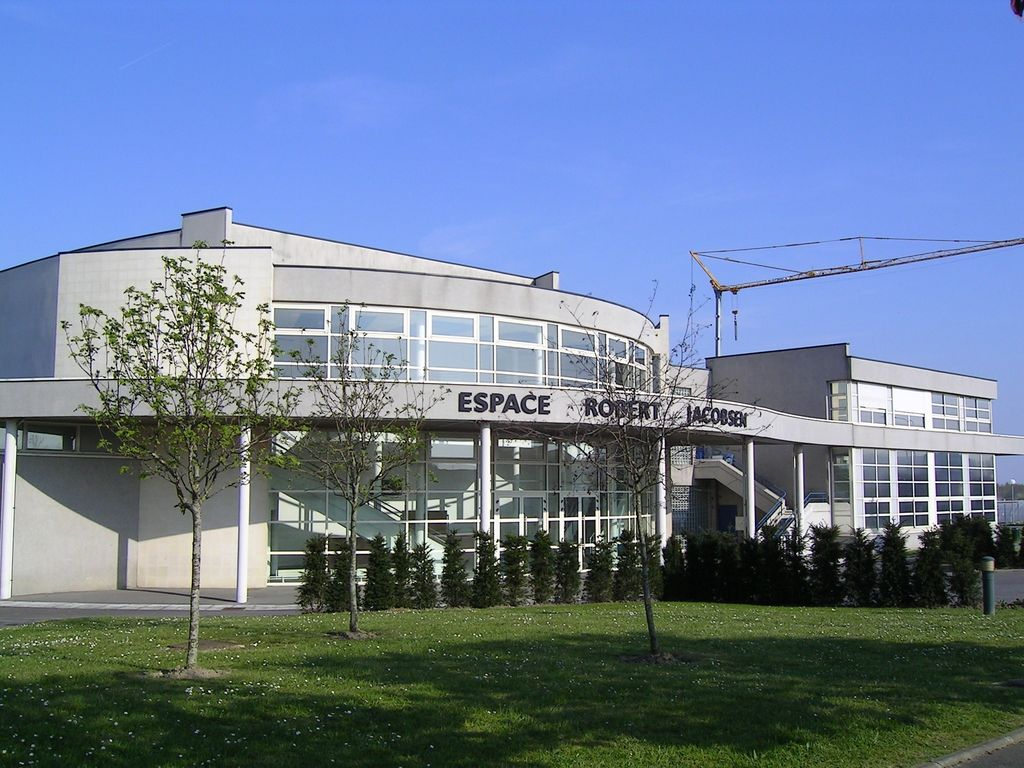
L'espace Robert-Jacobsen.

### Lieux et monuments
- Église Saint-Médard, rurale des XIe siècle et XVIe siècle : de type romane avec des voûtes Renaissance, inscrite au titre des monuments historiques[40]. L
- La paroisse de Courtry fait partie du diocèse de Saint- Denis qui couvre principalement le département voisin de Seine-Saint-Denis.
- Fort de Vaujours situé principalement sur la commune de Courtry. Ce fort a servi au Commissariat à l'énergie atomique (CEA) pour mener des expérimentations de 1951 à 1997. Des études sont en cours pour la reconversion du fort. Il existe également un projet d’extension de carrières de gypse de BPB Placo (groupe Saint-Gobain).

### Patrimoine naturel
Le sentier de grande randonnée GR14A traverse la commune, le long de l'aqueduc de la Dhuis.

### Équipements culturels
La ville finance le centre de loisirs Jacques-Brel, un espace multiculturel Robert-Jacobsen et une discothèque, La Goulue (anciennement La Regalle).

### Héraldique
|  | Les armes de la ville se blasonnent ainsi : d’azur aux trois épis de blé d’or rangé en fasce, celui du milieu plus grand. |

## Personnalités liées à la commune
- Saint-Amand Bazard (1791-1832), mort à Coutry, cofondateur de la Charbonnerie française et du mouvement saint-simonien.